# Гонди (народ)
Гонди — назва ряду народностей і племен Центральної Індії (маріа, муріа, бхаттра, дхакар, дорла, койя та ін.), що розмовляють на діалектах мови гонді дравідійської мовної сім'ї, а також на мовах оточуючих народів (хінді, маратхі, телугу). Гонди — найбільше плем'я центральної Індії, чисельність близько 11 млн чоловік. Живуть гонди в штатах Мадх'я-Прадеш (в гірських і лісистих районах нагір'я Чхота-Нагпур, головним чином в окрузі Бастар ), Махараштра, Чхаттісгарх, Андхра-Прадеш і Орісса. Поступово асимілюються сусідніми народами. До недавнього часу гонди займались підсічно-вогневим землеробством, мисливством і збиральництвом. В сучасному господарстві все більшу роль грає осідле землеробство, розвиваються ремесла (обробка металів, плетіння). В релігії зберігається поклоніння  індуїстським і древнім гондським божествам.